# Кахлер, Фриц
Фриц Кахлер (нем. Fritz Kachler, родился 12 января 1888 года в Вене, Австрия — умер 14 мая 1973 года в Вене) — фигурист из Австрии, трёхкратный чемпион мира (1912, 1913 и 1923 годов), двукратный чемпион Европы (1914 и 1924 годов), чемпион Германии (1943 года), четырёхкратный чемпион Австрии (1910—1912 и 1925 годов) в мужском одиночном катании. Отказался от участия в Олимпиадах 1920 и 1924 годов.

## Биография
Выступал в чемпионатах в течение 16 лет. После окончания спортивной карьеры был судьёй.

## Спортивные достижения

### Мужчины
| Соревнования/Сезоны | 1909 | 1910 | 1911 | 1912 | 1913 | 1914 | 1922 | 1923 | 1924 | 1925 |
| ------------------- | ---- | ---- | ---- | ---- | ---- | ---- | ---- | ---- | ---- | ---- |
| Чемпионаты мира     |      |      | 3    | 1    | 1    | 2    | 2    | 1    |      | 2    |
| Чемпионаты Европы   |      |      |      |      |      | 1    | 2    |      | 1    |      |
| Чемпионаты Австрии  | 2    | 1    | 1    | 1    |      |      |      |      |      | 1    |